# ورزشگاه بازار کاکس
ورزشگاه بازار کاکس (به لاتین: Cox's Bazar Stadium) یک ورزشگاه در بنگلادش است که در بازار کاکس واقع شده‌است.